# Smyrnakyrkan i Göteborg
|  |  |  |
|  |  |  |

Smyrnaförsamlingen i Göteborg är den näst största församlingen inom den svenska pingströrelsen, med 3 366 medlemmar (2025). Församlingen är på nationell nivå medlem i samfundet Pingst ffs och är en del av Göteborgs kristna samarbetsråd. 
Smyrna har kyrkor i Frihamnen, Gråbo, Mölnlycke, Gårdsten och Kvillebäcken (DreamCenter Church). Församlingen samarbetar med PMU i en second-hand-butik vars vinst går till socialt arbete i främst u-länder.

## Verksamhet
Församlingens vision lyder "Vi vill vara en kristen oas för Göteborg och världen. Vårt uppdrag är att bygga en internationell gemenskap som följer Jesus och förändrar liv och samhälle." Alla gudstjänster, kafékvällar och övriga samlingar är offentliga. Mats Särnholm, Anne-Jorid Ahgnell och Mark Beckenham är några av församlingens pastorer. Församlingen har en bred verksamhet i form av matutdelning, olika omsorgsarbeten för livets alla utmaningar, barn- och ungdomsverksamhet, konserter, festivaler, musikaler, konferenser, kurser, mission och välgörenhetsgalor.
I Frihamnskyrkan finns ett matförråd som heter Manna. Där kan behövande i Göteborg hämta matkassar. I samarbete med ALLWIN får förrådet färskvaror med kort datum från matbutiker. Dessutom hämtar volontärer och anställda mat från åtta stora matgrossister, allt med kort datum. Övriga matvaror skänks av församlingsmedlemmar och andra som vill vara med och stötta verksamheten.
För barn, ungdomar och unga vuxna arrangeras kvällar för aktiviteter och gemenskap, vinter- och sommarläger, musikaler, kafékvällar, friluftshajker, konfirmation och mycket mer.
Varje år uppförs en julmusikal för elever i Göteborgs grundskolor, konserter av olika slag och påskmusikal. Smyrna har en symfoniorkester, flera körer och ett brass.
Genom LP-kontakten drivs ett drogförebyggande arbete. För sociala insatser samarbetar församlingen med DreamCenter, Göteborgs räddningsmission och Reningsborg. Församlingen har ett omfattande internationellt engagemang, främst i DR Kongo och Indien.
Ett råd av församlingsledare anger verksamhetens inriktning och ideologi. Styrelsen ansvarar för administration och ekonomi. Föreståndaren ansvarar för och leder det operativa arbetet. Högsta beslutande organ är församlingsmötet, där varje medlem har en röst. Så gott som all verksamhet finansieras genom frivilliga gåvor.

## Historia
Smyrnaförsamlingen i Göteborg grundades den 14 november 1922 av 123 medlemmar i Göteborgs fjärde baptistförsamling Betel, som överlämnade en grundplåt till den nya församlingens byggnadsfond för att visa att delningen gjordes i samförstånd. Den första kyrkolokalen invigdes 1924 på Haga Östergata 3 och hade 700 platser. Salemförsamlingen som var den första pingstförsamlingen i Göteborg (grundad 1914) anslöt sig 1935 och Sionförsamlingen, Hagens friförsamling och Fria Evangeliska församlingen anslöt sig 1942. Under 1951 döptes 229 personer i Smyrnakyrkan, vilket var det då högsta antalet döpta under ett år i församlingens historia. Under 2016 fick församlingen åter igen uppleva hur 229 personer döptes i Smyrnakyrkan.

## Föreståndare
- 1924–1942ː Ivar Claesson
- 1942–1945ː Allan Törnberg
- 1945–1967ː Harald Gustafsson
- 1967–1976ː Helge Lundberg
- 1976–1988ː Bertil Olingdahl
- 1988–2005ː Jack-Tommy Ardenfors
- 2005–2021ː Urban Ringbäck[4][5]
- Sedan 2021ː Mats Särnholm

Ordförande i församlingens styrelse är sedan 2025 Per Ahdrian.

## Kyrkobyggnaden

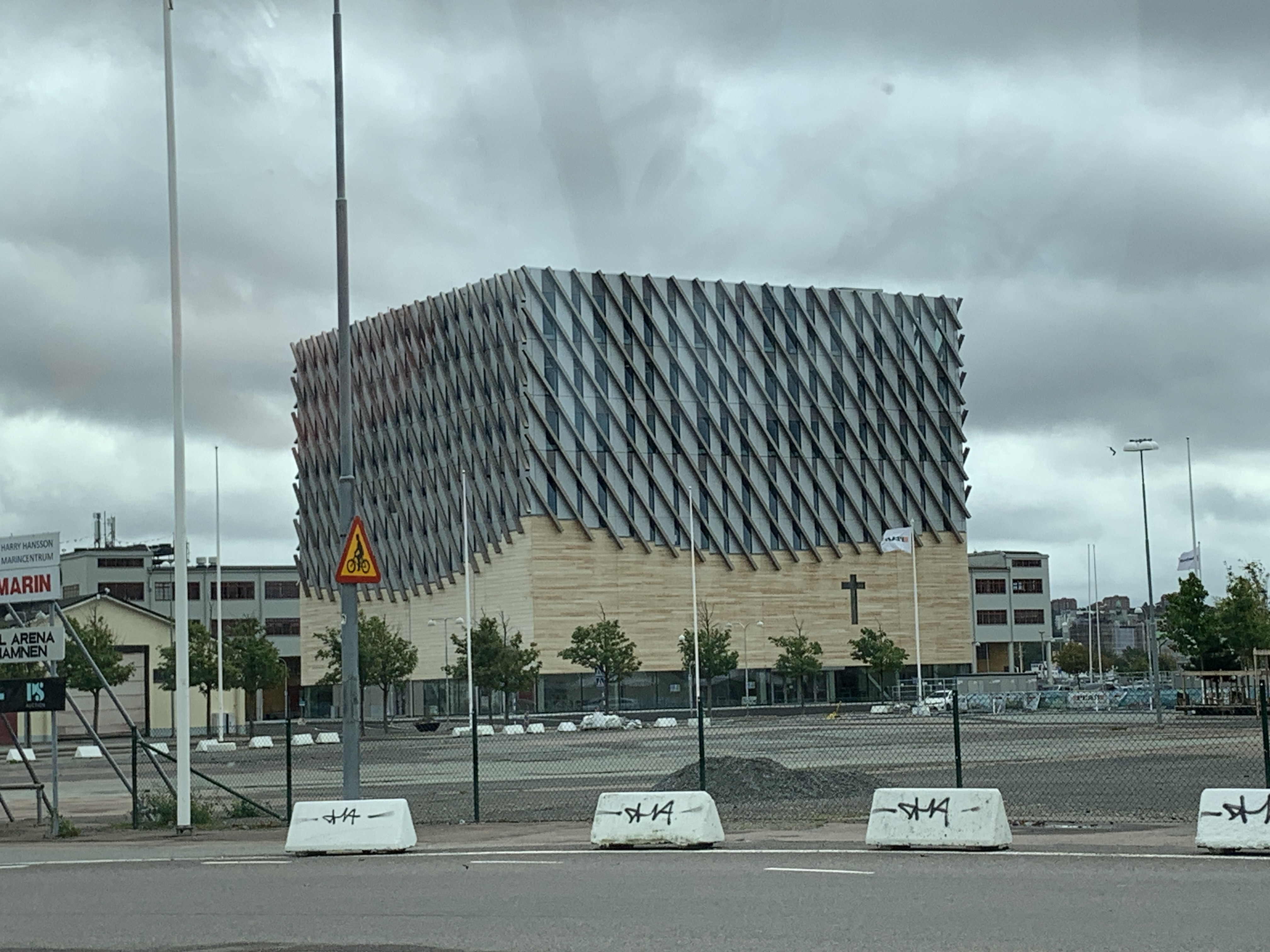
Frihamnskyrken.

Den 9 mars 1941 invigdes kyrkan på Haga Kyrkogata 2, nära Järntorget i centrala Göteborg. Gudstjänstlokalen hade 1 400 platser. I byggnaden fanns undervisnings- och repetitionslokaler, radiostudio, bibliotek, kafé, församlingsvåning och kapell. Den 10 november 2019 sålde Smyrnaförsamlingen sina fastigheter på Haga Kyrkogata 2 till Husvärden AB i för att flytta till Frihamnen på Hisingen i Göteborg. Den sista gudstjänsten i stora kyrksalen hölls på pingstdagen den 28 maj 2023. Frihamnskyrkan invigdes den 17 september samma år.

## Utmärkelser
- Ungdom: Ungdomsverksamheten fick Hagge Geigerts fredspris för sitt arbete mot rasism (1996).
- Musik: Smyrna Brass blev svenska mästare i blåsmusik, B-klassen (2003).
- Mission: Chefsläkaren Denis Mukwege vid Panzi-sjukhuset i Kongo fick FN:s pris för mänskliga rättigheter (2008), Olof Palmepriset (2009), kung Baudouins utvecklingspris (2011) samt Nobels fredspris (2018). Sjukhuset är en del av Smyrnaförsamlingens mission. Wenny Lekardal tilldelades 2021 "Pride of Performance" av pakistans president för 38 års arbete vid Taxila Christian Hospital.